# Mutnodjemet
Mutnodjemet (... – Tebe, ca. 1306/1305 a.C.) è stata una regina della XVIII dinastia egizia.
|                   |   |     |          |    |
| \| \| \| \| \| \| |   |     |          |    |
|                   |   |     |          |    |
| G15               | t | M29 | Aa15 · t | B7 |

| G15 | t | M29 | Aa15 · t | B7 |

|                   |   |     |          |    |
| \| \| \| \| \| \| |   |     |          |    |
|                   |   |     |          |    |
| G15               | t | M29 | Aa15 · t | B7 |

| G15 | t | M29 | Aa15 · t | B7 |

("Dolce è Mut")
Mutnodjemet fu la Grande Sposa Reale del faraone Horemheb, ultimo sovrano della XVIII dinastia, ed era inoltre imparentata con numerosi protagonisti della sua epoca: infatti era figlia dell'alto funzionario, infine faraone, Ay e della regina Tey; Mutnodjemet era quindi sorella della celebre regina Nefertiti, moglie di Akhenaton. Notizie del loro matrimonio si possono desumere dai rilievi per l'incoronazione dello stesso Horemheb, in cui figura anche la regina. Mutnodjemet è presente anche nei rilievi di Amarna.

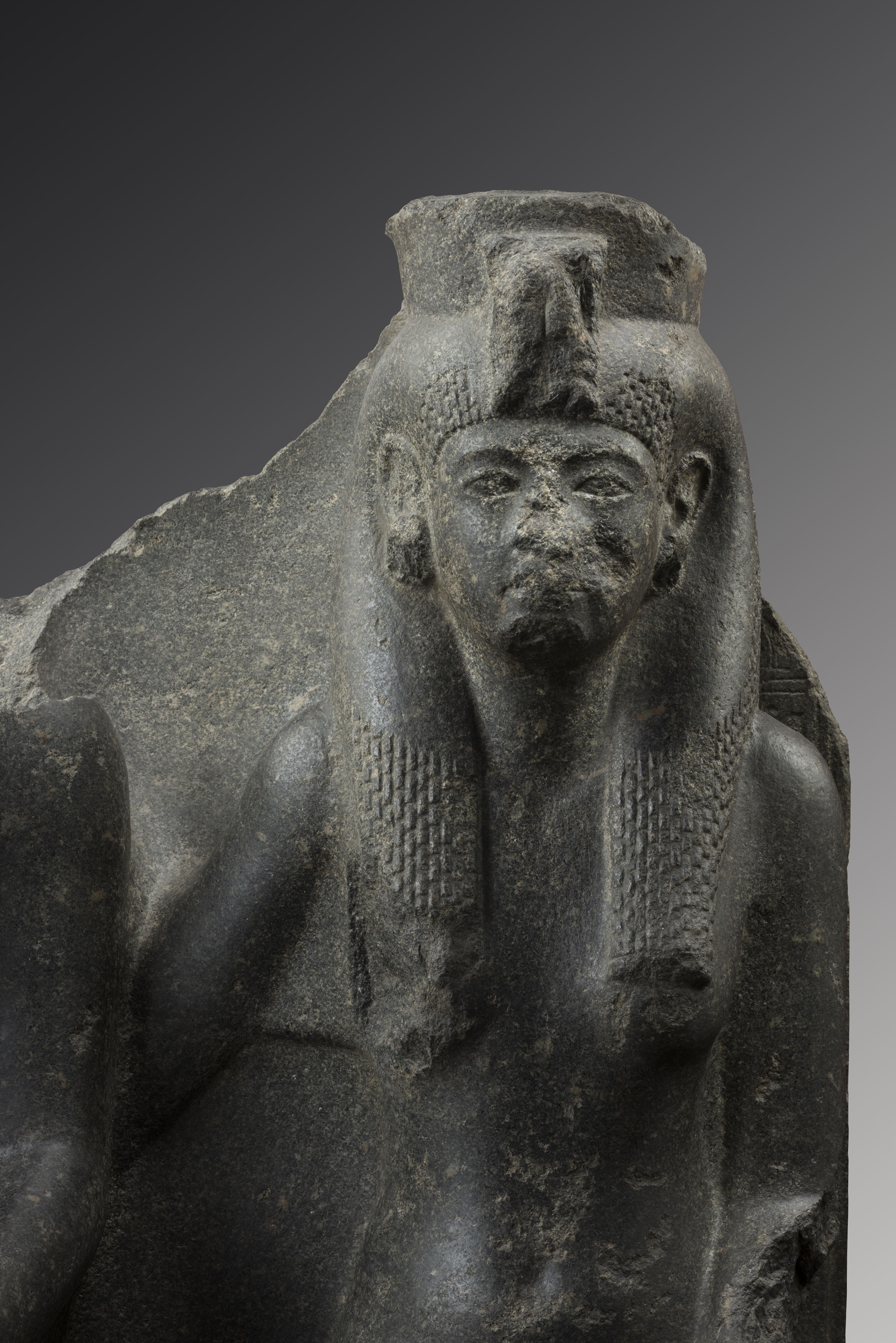
Mutnedjemet, dettaglio della statua del faraone Horemheb e della regina Mutnedjemet, Museo Egizio, Torino.

I suoi titoli principali furono: Principessa ereditaria, Grande Sposa Reale, Grande di lodi, Signora di grazia, Dolce nell'amore, Signora dell'Alto e Basso Egitto, Cantrice di Hathor, Cantrice di Amon.
Al Museo Egizio di Torino è conservata una scultura in granito nero di Horemheb e Mutnodjemet, scoperta a Karnak: al fianco della regina, compare una sfinge alata con un copricapo di elementi naturali (omaggio alla dea Tefnut) e col suo stesso volto, impegnata ad adorare il nome medesimo di Mutnodjemet. A Luxor, vari cartigli della regina Ankhesenamon risultano usurpati da Mutnodjemet. La parentela fra queste due regine, qualora fosse accertabile un supposto legame fra Ankhesenamon e Ay, sarebbe peculiare: Mutnodjemet era zia della giovane Akhesenamon, in quanto sorella di sua madre Nefertiti, ma Ankhesenamon era matrigna di Mutnodjemet in quanto, appena rimasta vedova di Tutankhamon, fu forse costretta a sposare Ay, padre di Mutnodjemet, per legittimarlo al trono.
La regina Mutnodjemet morì immediatamente dopo il 13º anno di regno di Horemheb, quindi intorno al 1305 a.C., e venne sepolta nella tomba che il re si era fatto preparare prima di salire al trono, a Saqqara. Quando la mummia fu ritrovata, si scoprì che conteneva i resti di un feto, e che comunque dava segni d'aver partorito varie volte; Horemheb aveva tentato invano di procurarsi una discendenza, benché suo erede designato fosse il vecchio generale Pramesisu, Ramesse I. Data la presenza del feto, è verosimile che la regina Mutnodjemet sia morta di parto.

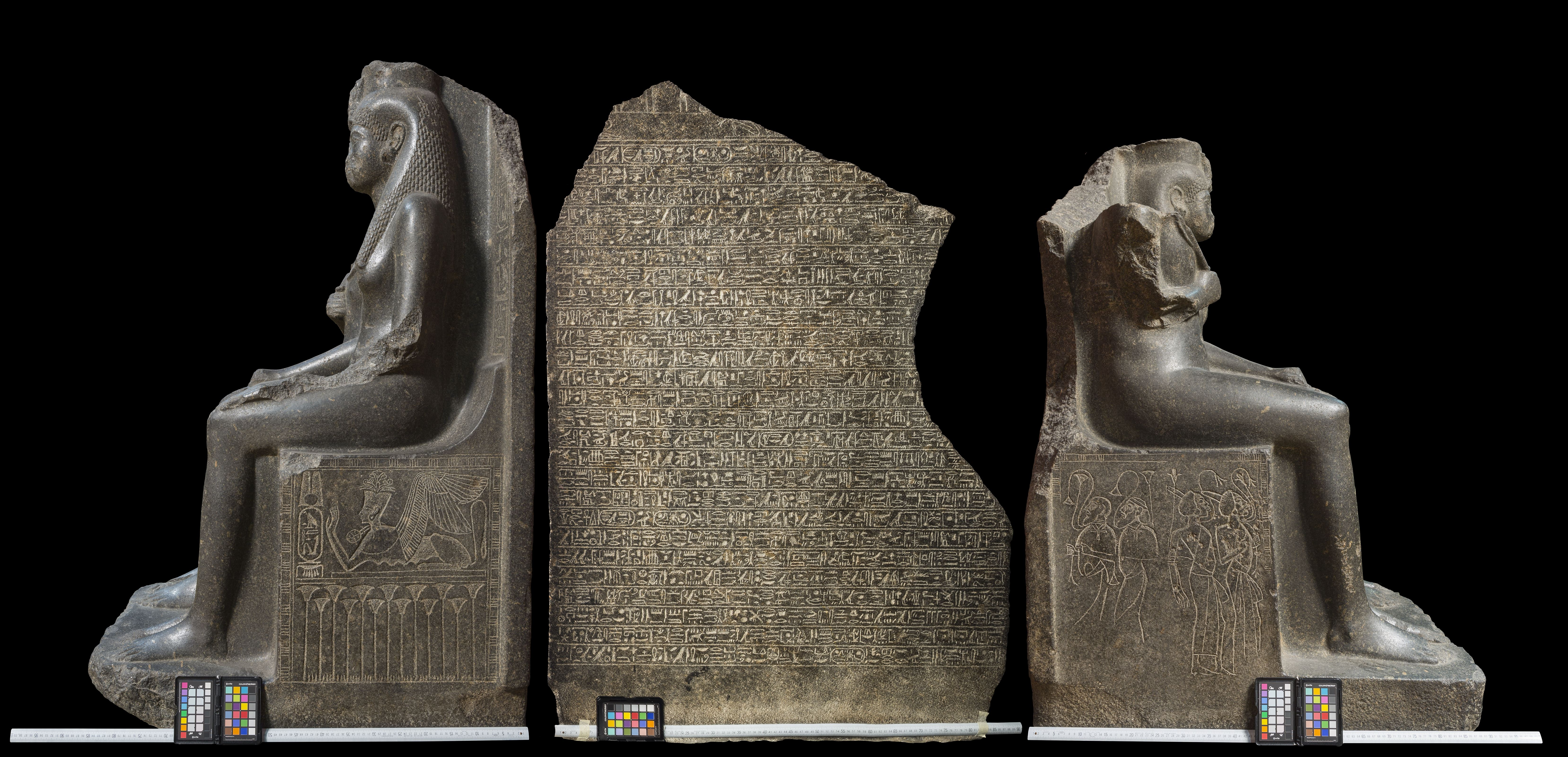
Lati della statua del faraone Horemheb e della regina Mutnedjemet, Museo Egizio, Torino.